# Parti libéral (Royaume-Uni)
Pour les articles homonymes, voir Parti libéral.
Le Parti libéral (en anglais : Liberal Party) est un ancien parti politique britannique.
Fondé en 1859, il est l'un des deux principaux partis politiques britanniques jusqu'aux années 1920, puis un parti d'importance variable. Il fusionne en 1988 avec le Parti social-démocrate (SDP) pour former les Libéraux-démocrates.

## Histoire
Le Parti libéral est né de la fusion des Whigs, l'un des deux grands groupes parlementaires des XVIIe siècle et XVIIIe siècle, et des radicaux disciples de Jeremy Bentham. Sur le plan économique, les radicaux doivent en grande partie leur doctrine à David Ricardo, un disciple de Bentham. Au moment de leur fusion avec les Whigs, leurs principaux responsables sont Richard Cobden et John Bright. Ils ont deux objectifs : mettre fin aux privilèges de l'aristocratie terrienne et assurer le développement de la classe moyenne et abolir les corn laws pour mettre en place le libre-échange. Les Whigs, quant à eux, représentent l'aristocratie libérale, ouverte aux réformes politiques et favorable au libre-échange.
Sur les questions de politique extérieure, le parti libéral défendait, au XIXe siècle, une ligne plus souple que les conservateurs à l'égard de la Russie. D'après l'historien Guy Laron, ces divergences étaient dues au fait que les conservateurs représentaient la finance de la City de Londres, principal investisseur dans l’Empire britannique, tandis que les libéraux représentaient des secteurs favorables aux exportations vers la Russie, notamment l'industrie.
Ce parti est surtout influent dans la seconde moitié du XIXe siècle, avec Lord Palmerston et surtout William Gladstone, premier ministre de 1868 à 1874 puis de 1880 à 1886 et enfin de 1892 à 1894. Ce parti gouverne aussi l'Angleterre de 1906 à 1922 avec Henry Campbell-Bannerman, Herbert Asquith et David Lloyd George.
Au début du XXe siècle, les gouvernements libéraux entreprennent des réformes sociales (les premières assurances sociales). Cependant, l'électorat populaire se dirige vers le Parti travailliste, et la bourgeoisie et les milieux d'affaires vers le Parti conservateur. Le Parti libéral entame un long déclin et ne constitue plus que la troisième formation politique britannique. Il connaît une crise importante dans les années 1970 lorsque son leader, Jeremy Thorpe, est impliqué dans une affaire de mœurs doublée d'un scandale financier. Le Parti libéral se range derrière Margaret Thatcher lors de son combat contre la grève des mineurs britanniques de 1984-1985. Le Parti connaît une renaissance depuis les années 1980 en s'alliant avec des travaillistes dissidents pour constituer le nouveau parti des Libéraux-démocrates.

## Liste des chefs du Parti libéral

### Leaders à laChambre des lords(1859-1988)
- 1859-1865 : Granville Leveson-Gower
- 1865-1868 : John Russell
- 1868-1891 : Granville Leveson-Gower
- 1891-1894 : John Wodehouse
- 1894-1896 : Archibald Primrose
- 1896-1902 : John Wodehouse
- 1902-1905 : John Spencer
- 1905-1908 : George Robinson
- 1908-1923 : Robert Crewe-Milnes
- 1923-1924 : Edward Grey
- 1924-1931 : William Lygon
- 1931-1936 : Rufus Isaacs
- 1936-1944 : Robert Crewe-Milnes
- 1944-1955 : Herbert Samuel
- 1955-1967 : Philip Rea
- 1967-1984 : Frank Byers
- 1984-1989 : Beatrice Seear

### Leaders à laChambre des communes(1859-1916)
- 1859-1865 : Henry John Temple
- 1865-1875 : William Ewart Gladstone
- 1875-1880 : Spencer Compton Cavendish
- 1880-1894 : William Ewart Gladstone
- 1894-1898 : William Vernon Harcourt
- 1899-1908 : Henry Campbell-Bannerman
- 1908-1916 : Herbert Henry Asquith

### Leaders du parti (1916-1988)
- 1916-1926 : Herbert Henry Asquith
- 1926-1931 : David Lloyd George
- 1931-1935 : Herbert Samuel
- 1935-1945 : Archibald Sinclair
- 1945-1956 : Clement Davies
- 1956-1967 : Jo Grimond
- 1967-1976 : Jeremy Thorpe
- 1976-1988 : David Steel